# Achille Mapelli
Achille Mapelli (Monza, 6 dicembre 1840 – Monza, 3 dicembre 1894) è stato un patriota, avvocato, politico e giornalista italiano.

## Biografia
Figlio di Defendente Mapelli, nacque a Monza il 6 dicembre 1840.

Studente di legge, diciannovenne abbandonò gli studi universitari per arruolarsi con Garibaldi e prendere parte alla Spedizione dei Mille (maggio 1860).
Nell'elenco ufficiale dei partecipanti all'impresa, pubblicato sulla Gazzetta Ufficiale del Regno d'Italia del 12 novembre 1878, lo si trova al numero 588. 
Dopo l'impresa tornò a Monza e divenne avvocato. 
Mosso da idee democratiche e radicali, a partire dal 1866 è stato impegnato nella pubblica amministrazione monzese come consigliere comunale e poi come presidente della Società di mutuo soccorso dei cappellai.

Più tardi Achille Mapelli fu eletto deputato nel Parlamento Italiano come rappresentante del Collegio di Monza nella XVIII legislatura del Regno d'Italia. Nel breve tempo in cui fece parte della Camera non ebbe campo di segnalarsi. Durante il Ministero Giolitti appoggiò sempre l'opera del Governo.

Conobbe Filippo Turati di cui diventò corrispondente per i fatti di Monza e della Brianza. Il 3 gennaio 1889 assunse la direzione del giornale: "Il Lambro".
Morì a Monza il 3 dicembre 1894. Venne sepolto nel cimitero di San Gregorio, e sulla tomba venne posto un busto realizzato in bronzo da Ernesto Bazzaro. Oltre trent'anni dopo, soppresso il cimitero, il busto venne traslato, come cenotafio, al nuovo cimitero urbano di Monza.
La città di Monza lo ha ricordato intitolandogli una strada del centro cittadino e, nel 1991, un Istituto Tecnico Statale Commerciale e per Geometri.